# Frente Patriota Venezolano
El Frente Patriota Venezolano es una organización clandestina antichavista que se atribuye varios ataques de menor a mediana escala hacia sectores del gobierno de Nicolás Maduro, conocida por asumir la responsabilidad de incendiar el Consejo Nacional Electoral en marzo de 2020. La organización también se jura leal a Juan Guaidó.

## Descripción
Se desconoce el origen del grupo, aunque su primera aparición fue al atacar la sede de la CANTV el 1 de febrero de 2020. Posterior a eso, también se registró su presencia en las protestas en Venezuela de 2019 convocadas por Juan Guaidó.
El 7 de marzo se registró un gran incendio en la sede del Consejo Nacional Electoral en Mariches, los daños del incendio se registra «582 computadoras del registro civil, 49.408 máquinas de votación -casi la totalidad del parque-, boletas electrónicas, capta huellas, entre otros equipos» según El País.

### Integrantes y doctrina
El Frente Patriota, presuntamente, está integrado por militares y policías, que se apegan a los artículos 333 y 350 de la constitución venezolana para justificar sus actos contra el gobierno de Maduro.
En uno de los pocos vídeos sobre la organización sus integrantes siempre aparecen vestidos de forma militar, con rosarios y una bandera venezolana en su interior. En sus pocas apariciones también salen con la bandera venezolana de la Segunda República, en donde se luchó intensamente contra las tropas de Imperio español.

## Reacciones
El diputado nacional y vicepresidente del PSUV, Diosdado Cabello, calificó a la organización de «terrorista» y de «mano de la derecha venezolana».